# FAM9C
FAM9C (англ. Family with sequence similarity 9 member C) – білок, який кодується однойменним геном, розташованим у людей на короткому плечі X-хромосоми. Довжина поліпептидного ланцюга білка становить 166 амінокислот, а молекулярна маса — 19 210.
| 10         |  | 20         |  | 30         |  | 40         |  | 50         |
| ---------- |  | ---------- |  | ---------- |  | ---------- |  | ---------- |
| MAAKDQLEVQ |  | VMAAQEMELA |  | GKDPVSHEHE |  | ERKPVTETKE |  | GDVTDEHGER |
| GSFAETDEHT |  | GVDTKELEDI |  | AADIKEHLAA |  | KRKRIEKIAK |  | ACSEIKNRIK |
| NVLRTTQLKR |  | QKRDYRISLK |  | LPNVLEEFIT |  | DEQKDEEGDG |  | EKEEQIKIFQ |
| EQQKRWQQDG |  | KGTERD     |  |            |  |            |  |            |

A: Аланін

C: Цистеїн

D: Аспарагінова кислота

E: Глутамінова кислота

F: Фенілаланін

G: Гліцин

H: Гістидин

I: Ізолейцин

K: Лізин

L: Лейцин

M: Метіонін

N: Аспарагін

P: Пролін

Q: Глутамін

R: Аргінін

S: Серин

T: Треонін

V: Валін

W: Триптофан

Локалізований у ядрі.